# 枯木虎夫
枯木 虎夫（かれき とらお、1914年〈大正3年〉12月29日 - 1977年〈昭和52年〉）は、日本の詩人。本名、井上虎夫。
北海道帯広市生まれ。詩人加藤愛夫に師事。戦時中は樺太豊原支庁に勤務、戦後は札幌地検事務官を長く務めた。更科源蔵主宰の詩誌『野性』を経て、『詩風土』を主宰。

## 受賞・候補歴
- 1968年 「鷲」で第1回小熊秀雄賞を受賞する

## 著作
- 「冬」 詩風土の社、1977
- 「羆」 北方の詩社、1955